# Chambois (Eure)
Chambois é uma comuna francesa na região administrativa da Normandia, no departamento de Eure. Estende-se por uma área de 27.60 km². Em 2010 a comuna tinha 1 420 habitantes (densidade: 51,4 hab./km²).
Foi criada em 1 de janeiro de 2019, após a fusão das antigas comunas de Avrilly, Corneuil e Thomer-la-Sôgne.